# Torneo Finalización 2025 (Colombia)
El Torneo Finalización 2025 (conocido como Liga BetPlay Dimayor 2025-II por motivos de patrocinio) es la centésima primera (101.a) edición de la Categoría Primera A del fútbol profesional colombiano, siendo el segundo torneo de la temporada 2025. Inició el 11 de julio y su culminación está prevista para el 14 de diciembre.

## Sistema de juego
El sistema de juego para los torneos de la temporada 2025 se estableció el 16 de diciembre de 2024 en asamblea extraordinaria de la Dimayor, en la cual se decidió mantener el formato de competencia utilizado en la temporada anterior, con el regreso de la fecha de clásicos de la fase todos contra todos que no se disputó en los torneos de 2024. En ese orden de ideas, el torneo se jugará en un sistema de tres fases: en la primera los equipos jugarán 20 fechas todos contra todos, donde los ocho primeros equipos de la tabla de posiciones al final de las 20 jornadas clasificarán a la siguiente fase (Cuadrangulares semifinales) que consistirá en dos grupos de cuatro equipos en los que se disputarán seis fechas de ida y vuelta, los cuales estarán encabezados por los dos primeros equipos de la fase todos contra todos. Los equipos ganadores de cada cuadrangular clasificarán a la final con partidos de ida y vuelta para definir el campeón del torneo que clasificará a la Copa Libertadores y la Superliga de 2026.

### Novedades reglamentarias
El presidente de la Dimayor Carlos Mario Zuluaga, confirmó que a partir de este torneo entrarán en vigencia los siguientes cambios, de los cuales los tres primeros son aplicados al fútbol mundial por directriz de la IFAB.
- Se aplicará la norma sobre retención del balón por parte del portero. Este solo podrá retener el esférico con sus manos por máximo ocho segundos y de excederse este tiempo, se sancionará tiro de esquina a favor del equipo contrario.
- Únicamente el capitán de cada equipo estará autorizado a interactuar con el árbitro.
- Se mantendrán 15 balones distribuidos alrededor del campo. Los recogebolas no entregarán los balones directamente a los jugadores, únicamente al portero en caso de un saque de meta.
- Se retomarán las sanciones por simulación de faltas.
- Se aprobó la inclusión de dos jugadores sub-20 adicionales en la planilla de juego, aumentando la cantidad de suplentes permitidos por equipo de siete a nueve.

Por otra parte, la Dimayor contrató una empresa externa para realizar la programación de las fechas del campeonato teniendo en cuenta variables como iluminación de los estadios, condiciones climáticas y atmosféricas, horarios y audiencias televisivas por club, competencias internacionales, eventos culturales programados y días feriados, entre otros. Esto con el objetivo de garantizar un equilibrio en fechas y horarios de programación para cada equipo, facilitar la planificación de viajes y reducir la cantidad de aplazamientos de partidos, los cuales se darán únicamente en caso de presentarse situaciones de fuerza mayor. También se procurará mantener al máximo las franjas horarias de programación de viernes a las 18:00 y 20:10 horas y sábado y domingo a las 14:00, 16:10, 18:20 y 20:30 horas.

## Equipos participantes

### Datos de los clubes
| Equipo                 | Entrenador           | Ciudad          | Estadio                                       | Aforo         | Proveedor        | Patrocinador          |
| ---------------------- | -------------------- | --------------- | --------------------------------------------- | ------------- | ---------------- | --------------------- |
| Águilas Doradas        | Pablo De Muner       | Rionegro        | Alberto Grisales                              | 14 000        | Aerosport        | Ninguno               |
| Alianza Valledupar     | Hubert Bodhert       | Valledupar      | Armando Maestre Pavajeau                      | 11 500        | Pin-Go Sportwear | Gobernación del Cesar |
| América de Cali        | Diego Raimondi       | Cali            | Olímpico Pascual Guerrero                     | 37 899        | Le Coq Sportif   | Cerveza Águila        |
| Atlético Bucaramanga   | Leonel Álvarez       | Bucaramanga     | Américo Montanini                             | 25 000        | Lotto            | Rivalo                |
| Atlético Nacional      | Javier Gandolfi      | Medellín        | Atanasio Girardot                             | 46 000        | Nike             | Betsson               |
| Boyacá Chicó           | Flabio Torres        | Tunja           | La Independencia                              | 20 630        | Geus             | Gaseosas Pool         |
| Deportes Tolima        | Lucas González       | Ibagué          | Manuel Murillo Toro                           | 28 100        | Umbro            | Mercacentro           |
| Deportivo Cali         | Alberto Gamero       | Palmira         | Deportivo Cali                                | 44 000        | Hillside         | W Play                |
| Deportivo Pasto        | Camilo Ayala         | Pasto           | Departamental Libertad                        | 18 000        | Boman Sport      | Aguardiente Nariño    |
| Deportivo Pereira      | Rafael Dudamel       | Pereira Armenia | Hernán Ramírez Villegas Centenario de Armenia | 30 290 20 716 | Oto              | Rivalo                |
| Envigado F. C.         | Andrés Orozco        | Envigado        | Polideportivo Sur                             | 14 000        | Aleta            | Gaseosas Pool         |
| Fortaleza CEIF         | Sebastián Oliveros   | Bogotá          | Metropolitano de Techo                        | 10 000        | Go Rigo Go!      | Stake                 |
| Independiente Medellín | Alejandro Restrepo   | Medellín        | Atanasio Girardot                             | 46 000        | Adidas           | Colanta               |
| Junior                 | Alfredo Arias        | Barranquilla    | Metropolitano Roberto Meléndez                | 46 690        | Adidas           | Olímpica              |
| La Equidad             | Diego Merino         | Bogotá          | Metropolitano de Techo                        | 10 000        | Attle            | Colanta               |
| Llaneros               | José Luis García     | Villavicencio   | Bello Horizonte - Rey Pelé                    | 18 000        | Aerosport        | Maxi Cola             |
| Millonarios            | David González       | Bogotá          | Nemesio Camacho El Campín                     | 36 340        | Adidas           | Andina                |
| Once Caldas            | Hernán Darío Herrera | Manizales       | Palogrande                                    | 28 678        | Boman Sport      | Colanta               |
| Santa Fe               | Jorge Bava           | Bogotá          | Nemesio Camacho El Campín                     | 36 340        | Fila             | Colanta               |
| Unión Magdalena        | Carlos Silva (E)     | Santa Marta     | Sierra Nevada                                 | 16 000        | Aerosport        | Colanta               |

#### Cambio de entrenadores
| Equipo          | Entrenador saliente   | Fecha de salida     | Reemplazado por    | Fecha de llegada    |
| Pretemporada    | Pretemporada          | Pretemporada        | Pretemporada       | Pretemporada        |
| --------------- | --------------------- | ------------------- | ------------------ | ------------------- |
| Deportivo Cali  | Alfredo Arias         | 29 de mayo de 2025  | Alberto Gamero     | 18 de junio de 2025 |
| La Equidad      | Juan Mahecha (E)      | 3 de junio de 2025  | Diego Merino       | 3 de junio de 2025  |
| América de Cali | Jorge da Silva        | 19 de junio de 2025 | Diego Raimondi     | 25 de junio de 2025 |
| Deportes Tolima | Ismael Rescalvo       | 19 de junio de 2025 | Lucas González     | 22 de junio de 2025 |
| Junior          | César Farías          | 21 de junio de 2025 | Alfredo Arias      | 23 de junio de 2025 |
| Águilas Doradas | Jhan Carlos López (E) | 24 de junio de 2025 | Pablo De Muner     | 24 de junio de 2025 |
| Temporada       |                       |                     |                    |                     |
| Unión Magdalena | Alexis García         | 29 de julio de 2025 | Gerardo Bedoya (E) | 29 de julio de 2025 |
| Unión Magdalena | Gerardo Bedoya (E)    | 2 de agosto de 2025 | Carlos Silva (E)   | 3 de agosto de 2025 |

### Localización
| Antioquia       | 4 | Águilas Doradas, Atlético Nacional, Envigado F. C. e Independiente Medellín | Junior Unión Bucaramanga Alianza Medellín Envigado Águilas Chicó Once Pereira Bogotá Llaneros Tolima Cali América Pasto Equipos de Bogotá: · Fortaleza CEIF · La Equidad · Millonarios · Santa Fe Equipos de Medellín: · Atlético Nacional · Independiente Medellín |
| Bogotá, D. C.   | 4 | Fortaleza CEIF, La Equidad, Millonarios y Santa Fe                          | Junior Unión Bucaramanga Alianza Medellín Envigado Águilas Chicó Once Pereira Bogotá Llaneros Tolima Cali América Pasto Equipos de Bogotá: · Fortaleza CEIF · La Equidad · Millonarios · Santa Fe Equipos de Medellín: · Atlético Nacional · Independiente Medellín |
| Valle del Cauca | 2 | América de Cali y Deportivo Cali                                            | Junior Unión Bucaramanga Alianza Medellín Envigado Águilas Chicó Once Pereira Bogotá Llaneros Tolima Cali América Pasto Equipos de Bogotá: · Fortaleza CEIF · La Equidad · Millonarios · Santa Fe Equipos de Medellín: · Atlético Nacional · Independiente Medellín |
| Atlántico       | 1 | Junior                                                                      | Junior Unión Bucaramanga Alianza Medellín Envigado Águilas Chicó Once Pereira Bogotá Llaneros Tolima Cali América Pasto Equipos de Bogotá: · Fortaleza CEIF · La Equidad · Millonarios · Santa Fe Equipos de Medellín: · Atlético Nacional · Independiente Medellín |
| Boyacá          | 1 | Boyacá Chicó                                                                | Junior Unión Bucaramanga Alianza Medellín Envigado Águilas Chicó Once Pereira Bogotá Llaneros Tolima Cali América Pasto Equipos de Bogotá: · Fortaleza CEIF · La Equidad · Millonarios · Santa Fe Equipos de Medellín: · Atlético Nacional · Independiente Medellín |
| Caldas          | 1 | Once Caldas                                                                 | Junior Unión Bucaramanga Alianza Medellín Envigado Águilas Chicó Once Pereira Bogotá Llaneros Tolima Cali América Pasto Equipos de Bogotá: · Fortaleza CEIF · La Equidad · Millonarios · Santa Fe Equipos de Medellín: · Atlético Nacional · Independiente Medellín |
| Cesar           | 1 | Alianza Valledupar                                                          | Junior Unión Bucaramanga Alianza Medellín Envigado Águilas Chicó Once Pereira Bogotá Llaneros Tolima Cali América Pasto Equipos de Bogotá: · Fortaleza CEIF · La Equidad · Millonarios · Santa Fe Equipos de Medellín: · Atlético Nacional · Independiente Medellín |
| Magdalena       | 1 | Unión Magdalena                                                             | Junior Unión Bucaramanga Alianza Medellín Envigado Águilas Chicó Once Pereira Bogotá Llaneros Tolima Cali América Pasto Equipos de Bogotá: · Fortaleza CEIF · La Equidad · Millonarios · Santa Fe Equipos de Medellín: · Atlético Nacional · Independiente Medellín |
| Meta            | 1 | Llaneros                                                                    | Junior Unión Bucaramanga Alianza Medellín Envigado Águilas Chicó Once Pereira Bogotá Llaneros Tolima Cali América Pasto Equipos de Bogotá: · Fortaleza CEIF · La Equidad · Millonarios · Santa Fe Equipos de Medellín: · Atlético Nacional · Independiente Medellín |
| Nariño          | 1 | Deportivo Pasto                                                             | Junior Unión Bucaramanga Alianza Medellín Envigado Águilas Chicó Once Pereira Bogotá Llaneros Tolima Cali América Pasto Equipos de Bogotá: · Fortaleza CEIF · La Equidad · Millonarios · Santa Fe Equipos de Medellín: · Atlético Nacional · Independiente Medellín |
| Risaralda       | 1 | Deportivo Pereira                                                           | Junior Unión Bucaramanga Alianza Medellín Envigado Águilas Chicó Once Pereira Bogotá Llaneros Tolima Cali América Pasto Equipos de Bogotá: · Fortaleza CEIF · La Equidad · Millonarios · Santa Fe Equipos de Medellín: · Atlético Nacional · Independiente Medellín |
| Santander       | 1 | Atlético Bucaramanga                                                        | Junior Unión Bucaramanga Alianza Medellín Envigado Águilas Chicó Once Pereira Bogotá Llaneros Tolima Cali América Pasto Equipos de Bogotá: · Fortaleza CEIF · La Equidad · Millonarios · Santa Fe Equipos de Medellín: · Atlético Nacional · Independiente Medellín |
| Tolima          | 1 | Deportes Tolima                                                             | Junior Unión Bucaramanga Alianza Medellín Envigado Águilas Chicó Once Pereira Bogotá Llaneros Tolima Cali América Pasto Equipos de Bogotá: · Fortaleza CEIF · La Equidad · Millonarios · Santa Fe Equipos de Medellín: · Atlético Nacional · Independiente Medellín |

## Todos contra todos

### Clasificación
|                                           | Equipo                 | Puntos | PJ | PG | PE | PP | GF | GC | GFV | DG |
| ----------------------------------------- | ---------------------- | ------ | -- | -- | -- | -- | -- | -- | --- | -- |
| 1                                         | Junior                 | 17     | 7  | 5  | 2  | 0  | 16 | 7  | 8   | 9  |
| 2                                         | Deportes Tolima        | 13     | 7  | 4  | 1  | 2  | 8  | 5  | 4   | 3  |
| 3                                         | Independiente Medellín | 13     | 7  | 4  | 1  | 2  | 10 | 8  | 5   | 2  |
| 4                                         | Atlético Nacional      | 12     | 7  | 3  | 3  | 1  | 13 | 7  | 4   | 6  |
| 5                                         | Santa Fe               | 12     | 7  | 3  | 3  | 1  | 8  | 6  | 5   | 2  |
| 6                                         | Llaneros               | 11     | 7  | 3  | 2  | 2  | 7  | 4  | 5   | 3  |
| 7                                         | Fortaleza CEIF         | 11     | 7  | 2  | 5  | 0  | 10 | 8  | 6   | 2  |
| 8                                         | Deportivo Pereira      | 11     | 7  | 3  | 2  | 2  | 8  | 7  | 0   | 1  |
| 9                                         | Envigado F. C.         | 9      | 7  | 2  | 3  | 2  | 7  | 7  | 5   | 0  |
| 10                                        | La Equidad             | 9      | 7  | 2  | 3  | 2  | 5  | 6  | 2   | -1 |
| 11                                        | Deportivo Cali         | 9      | 7  | 2  | 3  | 2  | 10 | 12 | 6   | -2 |
| 12                                        | Atlético Bucaramanga   | 7      | 5  | 2  | 1  | 2  | 9  | 8  | 4   | 1  |
| 13                                        | Águilas Doradas        | 7      | 7  | 1  | 4  | 2  | 8  | 8  | 2   | 0  |
| 14                                        | Boyacá Chicó           | 6      | 7  | 1  | 3  | 3  | 6  | 9  | 2   | -3 |
| 15                                        | Alianza F. C.          | 6      | 7  | 1  | 3  | 3  | 5  | 10 | 3   | -5 |
| 16                                        | Deportivo Pasto        | 5      | 5  | 1  | 2  | 2  | 7  | 8  | 3   | -1 |
| 17                                        | Unión Magdalena        | 5      | 6  | 1  | 2  | 3  | 4  | 10 | 3   | -6 |
| 18                                        | América de Cali        | 4      | 5  | 1  | 1  | 3  | 4  | 6  | 2   | -2 |
| 19                                        | Once Caldas            | 3      | 6  | 0  | 3  | 3  | 6  | 10 | 2   | -4 |
| 20                                        | Millonarios            | 1      | 5  | 0  | 1  | 4  | 4  | 9  | 1   | -5 |
| Fuente: Dimayor; actualización automática |                        |        |    |    |    |    |    |    |     |    |

     Cuadrangulares semifinales.

#### Evolución de la clasificación
| Equipo                 | Jornada | Jornada | Jornada | Jornada | Jornada | Jornada | Jornada | Jornada | Jornada | Jornada | Jornada | Jornada | Jornada | Jornada | Jornada | Jornada | Jornada | Jornada | Jornada | Jornada |
| Equipo                 | 1       | 2       | 3       | 4       | 5       | 6       | 7       | 8       | 9       | 10      | 11      | 12      | 13      | 14      | 15      | 16      | 17      | 18      | 19      | 20      |
| ---------------------- | ------- | ------- | ------- | ------- | ------- | ------- | ------- | ------- | ------- | ------- | ------- | ------- | ------- | ------- | ------- | ------- | ------- | ------- | ------- | ------- |
| Junior                 | 2       | 2       | 1       | 1       | 1       | 1       | 1       | 1       |         |         |         |         |         |         |         |         |         |         |         |         |
| Deportes Tolima        | 17      | 19      | 12      | 6       | 8       | 6       | 2       |         |         |         |         |         |         |         |         |         |         |         |         |         |
| Independiente Medellín | 10      | 16      | 17      | 14      | 6       | 5       | 3       |         |         |         |         |         |         |         |         |         |         |         |         |         |
| Atlético Nacional      | 1       | 1       | 3       | 4       | 5       | 2       | 4       |         |         |         |         |         |         |         |         |         |         |         |         |         |
| Santa Fe               | 5       | 5       | 4       | 5       | 4       | 7       | 5       |         |         |         |         |         |         |         |         |         |         |         |         |         |
| Llaneros               | 14      | 8       | 5       | 3       | 2       | 3       | 6       |         |         |         |         |         |         |         |         |         |         |         |         |         |
| Fortaleza CEIF         | 4       | 3       | 2       | 2       | 3       | 4       | 7       |         |         |         |         |         |         |         |         |         |         |         |         |         |
| Deportivo Pereira      | 6       | 13      | 8       | 15      | 7       | 8       | 8       |         |         |         |         |         |         |         |         |         |         |         |         |         |
| Envigado F. C.         | 18      | 14      | 7       | 8       | 9       | 10      | 9       |         |         |         |         |         |         |         |         |         |         |         |         |         |
| La Equidad             | 13      | 15      | 10      | 11      | 12      | 12      | 10      |         |         |         |         |         |         |         |         |         |         |         |         |         |
| Deportivo Cali         | 20      | 17      | 14      | 10      | 13      | 13      | 11      |         |         |         |         |         |         |         |         |         |         |         |         |         |
| Atlético Bucaramanga   | 9       | 9       | 15      | 17      | 14      | 9       | 12      |         |         |         |         |         |         |         |         |         |         |         |         |         |
| Águilas Doradas        | 11      | 12      | 13      | 16      | 18      | 18      | 13      |         |         |         |         |         |         |         |         |         |         |         |         |         |
| Boyacá Chicó           | 8       | 4       | 6       | 7       | 10      | 11      | 14      |         |         |         |         |         |         |         |         |         |         |         |         |         |
| Alianza Valledupar     | 7       | 6       | 9       | 9       | 11      | 16      | 15      |         |         |         |         |         |         |         |         |         |         |         |         |         |
| Deportivo Pasto        | 3       | 7       | 11      | 12      | 15      | 14      | 16      |         |         |         |         |         |         |         |         |         |         |         |         |         |
| Unión Magdalena        | 16      | 11      | 18      | 19      | 17      | 15      | 17      |         |         |         |         |         |         |         |         |         |         |         |         |         |
| América de Cali        | 12      | 10      | 16      | 13      | 16      | 17      | 18      |         |         |         |         |         |         |         |         |         |         |         |         |         |
| Once Caldas            | 19      | 20      | 20      | 18      | 19      | 19      | 19      |         |         |         |         |         |         |         |         |         |         |         |         |         |
| Millonarios            | 15      | 18      | 19      | 20      | 20      | 20      | 20      |         |         |         |         |         |         |         |         |         |         |         |         |         |

1. 1 2  El partido Deportivo Pasto vs. Envigado F. C. por la quinta (5ª) fecha fue aplazado y se jugó el 14 de agosto, días antes de la disputa de la séptima (7ª) fecha.
2. 1 2  El partido América de Cali vs. Atlético Bucaramanga por la segunda (2ª) fecha fue aplazado y se jugará en una fecha por definir.
3. 1 2 3 4  Los partidos Atlético Bucaramanga vs. Once Caldas y Deportivo Pasto vs. América de Cali por la tercera (3ª) fecha fueron aplazados y se jugarán en una fecha por definir.
4. 1 2  El partido Millonarios vs. Deportivo Pasto por la segunda (2ª) fecha fue aplazado y se jugará el 10 de septiembre, días antes de la disputa de la undécima (11ª) fecha.
5. 1 2  El partido Millonarios vs. Unión Magdalena por la primera (1ª) fecha fue aplazado y se jugará el 20 de agosto, días antes de la disputa de la octava (8ª) fecha.

### Resultados
- La hora de cada encuentro corresponde al huso horario que rige a Colombia (UTC-5)

Nota: Los horarios para 19 de las 20 fechas fueron definidos la semana previa al inicio del torneo. Todos los partidos son transmitidos en vivo por Win+ Fútbol. El canal Win Sports transmite 5 partidos en vivo por fecha.
| Llaneros               | 0 : 0 | América de Cali    | Bello Horizonte - Rey Pelé | 11 de julio  | 18:00 | Win Sports y Win+ Fútbol |
| Once Caldas            | 1 : 3 | Atlético Nacional  | Palogrande                 | 11 de julio  | 20:10 | Win+ Fútbol              |
| Deportivo Pasto        | 3 : 2 | Deportes Tolima    | Departamental Libertad     | 12 de julio  | 14:00 | Win Sports y Win+ Fútbol |
| Envigado F. C.         | 0 : 1 | Fortaleza CEIF     | Polideportivo Sur          | 12 de julio  | 16:10 | Win Sports y Win+ Fútbol |
| Atlético Bucaramanga   | 1 : 1 | Boyacá Chicó       | Américo Montanini          | 12 de julio  | 20:00 | Win Sports               |
| Deportivo Cali         | 0 : 2 | Junior             | Deportivo Cali             | 12 de julio  | 20:30 | Win+ Fútbol              |
| Independiente Medellín | 1 : 1 | Alianza Valledupar | Atanasio Girardot          | 13 de julio  | 15:00 | Win+ Fútbol              |
| Deportivo Pereira      | 2 : 2 | Santa Fe           | Hernán Ramírez Villegas    | 13 de julio  | 17:15 | Win+ Fútbol              |
| La Equidad             | 0 : 0 | Águilas Doradas    | Metropolitano de Techo     | 13 de julio  | 19:30 | Win+ Fútbol              |
| Millonarios            | vs.   | Unión Magdalena    | Nemesio Camacho El Campín  | 20 de agosto | 19:30 | Win Sports y Win+ Fútbol |

| Unión Magdalena    | 0 : 0 | Llaneros               | Sierra Nevada             | 18 de julio      | 18:00       | Win Sports y Win+ Fútbol |
| Deportes Tolima    | 0 : 1 | Santa Fe               | Manuel Murillo Toro       | 18 de julio      | 20:10       | Win Sports y Win+ Fútbol |
| Águilas Doradas    | 2 : 3 | Junior                 | Alberto Grisales          | 19 de julio      | 14:00       | Win Sports y Win+ Fútbol |
| Alianza Valledupar | 1 : 0 | Deportivo Pereira      | Armando Maestre Pavajeau  | 19 de julio      | 16:10       | Win Sports y Win+ Fútbol |
| Atlético Nacional  | 3 : 1 | La Equidad             | Atanasio Girardot         | 19 de julio      | 18:20       | Win+ Fútbol              |
| Boyacá Chicó       | 2 : 0 | Independiente Medellín | La Independencia          | 19 de julio      | 20:30       | Win+ Fútbol              |
| Envigado F. C.     | 0 : 0 | Deportivo Cali         | Polideportivo Sur         | 20 de julio      | 15:00       | Win+ Fútbol              |
| Fortaleza CEIF     | 2 : 1 | Once Caldas            | Metropolitano de Techo    | 20 de julio      | 17:15       | Win Sports y Win+ Fútbol |
| Millonarios        | vs.   | Deportivo Pasto        | Nemesio Camacho El Campín | 10 de septiembre | Por definir | Por definir              |
| América de Cali    | vs.   | Atlético Bucaramanga   | Olímpico Pascual Guerrero | Por definir      | Por definir | Por definir              |

| Alianza Valledupar     | 0 : 1 | Deportes Tolima   | Armando Maestre Pavajeau       | 22 de julio | 16:00       | Win Sports y Win+ Fútbol |
| Santa Fe               | 0 : 0 | Águilas Doradas   | Nemesio Camacho El Campín      | 22 de julio | 18:10       | Win+ Fútbol              |
| Deportivo Pereira      | 2 : 1 | Atlético Nacional | Hernán Ramírez Villegas        | 22 de julio | 20:20       | Win Sports y Win+ Fútbol |
| Llaneros               | 2 : 1 | Boyacá Chicó      | Bello Horizonte - Rey Pelé     | 23 de julio | 16:00       | Win Sports y Win+ Fútbol |
| Junior                 | 4 : 1 | Unión Magdalena   | Metropolitano Roberto Meléndez | 23 de julio | 18:10       | Win+ Fútbol              |
| La Equidad             | 1 : 0 | Millonarios       | Metropolitano de Techo         | 23 de julio | 20:20       | Win+ Fútbol              |
| Independiente Medellín | 3 : 4 | Envigado F. C.    | Atanasio Girardot              | 24 de julio | 18:00       | Win+ Fútbol              |
| Deportivo Cali         | 1 : 1 | Fortaleza CEIF    | Deportivo Cali                 | 24 de julio | 20:10       | Win Sports y Win+ Fútbol |
| Atlético Bucaramanga   | vs.   | Once Caldas       | Américo Montanini              | Por definir | Por definir | Por definir              |
| Deportivo Pasto        | vs.   | América de Cali   | Departamental Libertad         | Por definir | Por definir | Por definir              |

| Deportes Tolima      | 1 : 0 | Deportivo Pereira      | Manuel Murillo Toro       | 25 de julio | 18:00 | Win Sports y Win+ Fútbol |
| Atlético Nacional    | 1 : 1 | Santa Fe               | Atanasio Girardot         | 25 de julio | 20:30 | Win+ Fútbol              |
| Boyacá Chicó         | 2 : 2 | Deportivo Pasto        | La Independencia          | 26 de julio | 16:00 | Win Sports y Win+ Fútbol |
| Once Caldas          | 2 : 2 | Junior                 | Palogrande                | 26 de julio | 18:10 | Win+ Fútbol              |
| América de Cali      | 2 : 1 | Águilas Doradas        | Olímpico Pascual Guerrero | 26 de julio | 20:20 | Win+ Fútbol              |
| Envigado F. C.       | 1 : 1 | La Equidad             | Polideportivo Sur         | 27 de julio | 16:00 | Win+ Fútbol              |
| Unión Magdalena      | 0 : 2 | Independiente Medellín | Sierra Nevada             | 27 de julio | 18:20 | Win Sports y Win+ Fútbol |
| Fortaleza CEIF       | 2 : 2 | Alianza Valledupar     | Metropolitano de Techo    | 27 de julio | 20:20 | Win Sports y Win+ Fútbol |
| Atlético Bucaramanga | 2 : 3 | Deportivo Cali         | Américo Montanini         | 28 de julio | 18:00 | Win+ Fútbol              |
| Millonarios          | 0 : 1 | Llaneros               | Nemesio Camacho El Campín | 28 de julio | 20:10 | Win Sports y Win+ Fútbol |

| La Equidad             | 0 : 1 | Unión Magdalena      | Metropolitano de Techo         | 1 de agosto  | 18:00 | Win Sports y Win+ Fútbol |
| Deportivo Cali         | 0 : 3 | Llaneros             | Deportivo Cali                 | 2 de agosto  | 14:00 | Win Sports y Win+ Fútbol |
| Junior                 | 2 : 0 | Boyacá Chicó         | Metropolitano Roberto Meléndez | 2 de agosto  | 16:10 | Win+ Fútbol              |
| Deportes Tolima        | 0 : 0 | Atlético Nacional    | Manuel Murillo Toro            | 2 de agosto  | 18:20 | Win+ Fútbol              |
| Santa Fe               | 2 : 1 | América de Cali      | Nemesio Camacho El Campín      | 2 de agosto  | 20:30 | Win+ Fútbol              |
| Deportivo Pereira      | 2 : 1 | Once Caldas          | Hernán Ramírez Villegas        | 3 de agosto  | 14:00 | Win Sports y Win+ Fútbol |
| Alianza Valledupar     | 1 : 3 | Atlético Bucaramanga | Armando Maestre Pavajeau       | 3 de agosto  | 16:10 | Win+ Fútbol              |
| Independiente Medellín | 1 : 0 | Millonarios          | Atanasio Girardot              | 3 de agosto  | 18:20 | Win+ Fútbol              |
| Águilas Doradas        | 2 : 2 | Fortaleza CEIF       | Alberto Grisales               | 3 de agosto  | 20:30 | Win Sports y Win+ Fútbol |
| Deportivo Pasto        | 0 : 1 | Envigado F. C.       | Departamental Libertad         | 14 de agosto | 20:10 | Win Sports y Win+ Fútbol |

| Unión Magdalena      | 1 : 1 | Deportivo Pasto        | Sierra Nevada              | 7 de agosto  | 18:00 | Win Sports y Win+ Fútbol |
| Atlético Nacional    | 3 : 0 | Alianza Valledupar     | Polideportivo Sur          | 8 de agosto  | 15:30 | Win+ Fútbol              |
| Millonarios          | 3 : 3 | Deportivo Cali         | Nemesio Camacho El Campín  | 8 de agosto  | 19:30 | Win+ Fútbol              |
| Once Caldas          | 1 : 1 | Águilas Doradas        | Palogrande                 | 9 de agosto  | 15:00 | Win+ Fútbol              |
| América de Cali      | 0 : 1 | Deportes Tolima        | Olímpico Pascual Guerrero  | 9 de agosto  | 17:15 | Win+ Fútbol              |
| Atlético Bucaramanga | 2 : 1 | Santa Fe               | Américo Montanini          | 9 de agosto  | 19:30 | Win+ Fútbol              |
| Envigado F. C.       | 1 : 1 | Junior                 | Polideportivo Sur          | 10 de agosto | 15:00 | Win Sports y Win+ Fútbol |
| Fortaleza CEIF       | 0 : 0 | Deportivo Pereira      | Metropolitano de Techo     | 10 de agosto | 17:15 | Win+ Fútbol              |
| Llaneros             | 0 : 1 | Independiente Medellín | Bello Horizonte - Rey Pelé | 10 de agosto | 19:30 | Win Sports y Win+ Fútbol |
| Boyacá Chicó         | 0 : 0 | La Equidad             | La Independencia           | 11 de agosto | 20:00 | Win+ Fútbol              |

| Deportivo Cali     | 3 : 1 | Unión Magdalena        | Deportivo Cali                 | 13 de agosto | 19:30 | Win Sports y Win+ Fútbol |
| Deportivo Pereira  | 2 : 1 | América de Cali        | Hernán Ramírez Villegas        | 14 de agosto | 18:00 | Win+ Fútbol              |
| Alianza Valledupar | 0 : 0 | Once Caldas            | Armando Maestre Pavajeau       | 15 de agosto | 16:00 | Win+ Fútbol              |
| La Equidad         | 2 : 1 | Llaneros               | Metropolitano de Techo         | 16 de agosto | 15:00 | Win Sports y Win+ Fútbol |
| Águilas Doradas    | 2 : 0 | Boyacá Chicó           | Alberto Grisales               | 16 de agosto | 17:15 | Win Sports y Win+ Fútbol |
| Atlético Nacional  | 2 : 2 | Fortaleza CEIF         | Atanasio Girardot              | 16 de agosto | 19:30 | Win+ Fútbol              |
| Deportes Tolima    | 3 : 1 | Millonarios            | Manuel Murillo Toro            | 17 de agosto | 18:10 | Win+ Fútbol              |
| Junior             | 2 : 1 | Atlético Bucaramanga   | Metropolitano Roberto Meléndez | 18 de agosto | 17:15 | Win+ Fútbol              |
| Deportivo Pasto    | 1 : 2 | Independiente Medellín | Departamental Libertad         | 18 de agosto | 19:30 | Win Sports y Win+ Fútbol |
| Santa Fe           | 1 : 0 | Envigado F. C.         | Nemesio Camacho El Campín      | 19 de agosto | 19:30 | Win Sports y Win+ Fútbol |

| Llaneros               | vs. | Deportivo Pasto    | Bello Horizonte - Rey Pelé | 22 de agosto | 20:10 | Por definir |
| Independiente Medellín | vs. | La Equidad         | Atanasio Girardot          | 23 de agosto | 14:00 | Por definir |
| Envigado F. C.         | vs. | Deportivo Pereira  | Polideportivo Sur          | 23 de agosto | 16:10 | Por definir |
| Fortaleza CEIF         | vs. | Santa Fe           | Metropolitano de Techo     | 23 de agosto | 18:20 | Por definir |
| Millonarios            | vs. | Junior             | Nemesio Camacho El Campín  | 23 de agosto | 20:30 | Por definir |
| Once Caldas            | vs. | Deportes Tolima    | Palogrande                 | 24 de agosto | 14:00 | Por definir |
| Unión Magdalena        | vs. | Alianza Valledupar | Sierra Nevada              | 24 de agosto | 16:10 | Por definir |
| América de Cali        | vs. | Atlético Nacional  | Olímpico Pascual Guerrero  | 24 de agosto | 18:20 | Por definir |
| Atlético Bucaramanga   | vs. | Águilas Doradas    | Américo Montanini          | 24 de agosto | 20:30 | Por definir |
| Boyacá Chicó           | vs. | Deportivo Cali     | La Independencia           | 25 de agosto | 18:00 | Por definir |

| Junior             | vs. | Llaneros               | Metropolitano Roberto Meléndez | 29 de agosto | 18:00 | Por definir |
| Águilas Doradas    | vs. | Millonarios            | Alberto Grisales               | 29 de agosto | 20:10 | Por definir |
| Boyacá Chicó       | vs. | Unión Magdalena        | La Independencia               | 30 de agosto | 14:00 | Por definir |
| La Equidad         | vs. | Deportivo Pasto        | Metropolitano de Techo         | 30 de agosto | 16:10 | Por definir |
| Deportivo Pereira  | vs. | Atlético Bucaramanga   | Centenario de Armenia          | 30 de agosto | 18:20 | Por definir |
| Deportivo Cali     | vs. | Independiente Medellín | Deportivo Cali                 | 30 de agosto | 20:30 | Por definir |
| Atlético Nacional  | vs. | Envigado F. C.         | Atanasio Girardot              | 31 de agosto | 14:00 | Por definir |
| Alianza Valledupar | vs. | América de Cali        | Armando Maestre Pavajeau       | 31 de agosto | 16:10 | Por definir |
| Deportes Tolima    | vs. | Fortaleza CEIF         | Manuel Murillo Toro            | 31 de agosto | 18:20 | Por definir |
| Santa Fe           | vs. | Once Caldas            | Nemesio Camacho El Campín      | 31 de agosto | 20:30 | Por definir |

| Deportivo Pasto        | vs. | Boyacá Chicó       | Departamental Libertad     | 5 de septiembre | 18:00 | Por definir |
| Once Caldas            | vs. | Deportivo Pereira  | Palogrande                 | 5 de septiembre | 20:10 | Por definir |
| Atlético Bucaramanga   | vs. | Alianza Valledupar | Américo Montanini          | 6 de septiembre | 14:00 | Por definir |
| Llaneros               | vs. | Deportes Tolima    | Bello Horizonte - Rey Pelé | 6 de septiembre | 16:10 | Por definir |
| Unión Magdalena        | vs. | Junior             | Sierra Nevada              | 6 de septiembre | 18:20 | Por definir |
| Millonarios            | vs. | Santa Fe           | Nemesio Camacho El Campín  | 6 de septiembre | 20:30 | Por definir |
| Envigado F. C.         | vs. | Águilas Doradas    | Polideportivo Sur          | 7 de septiembre | 14:00 | Por definir |
| América de Cali        | vs. | Deportivo Cali     | Olímpico Pascual Guerrero  | 7 de septiembre | 16:10 | Por definir |
| Independiente Medellín | vs. | Atlético Nacional  | Atanasio Girardot          | 7 de septiembre | 18:20 | Por definir |
| Fortaleza CEIF         | vs. | La Equidad         | Metropolitano de Techo     | 7 de septiembre | 20:30 | Por definir |

| Águilas Doradas    | vs. | Independiente Medellín | Alberto Grisales               | 12 de septiembre | 18:00 | Por definir |
| Junior             | vs. | La Equidad             | Metropolitano Roberto Meléndez | 12 de septiembre | 20:10 | Por definir |
| Fortaleza CEIF     | vs. | América de Cali        | Nemesio Camacho El Campín      | 13 de septiembre | 14:00 | Por definir |
| Alianza Valledupar | vs. | Millonarios            | Armando Maestre Pavajeau       | 13 de septiembre | 16:10 | Por definir |
| Once Caldas        | vs. | Envigado F. C.         | Palogrande                     | 13 de septiembre | 18:20 | Por definir |
| Atlético Nacional  | vs. | Atlético Bucaramanga   | Atanasio Girardot              | 13 de septiembre | 20:30 | Por definir |
| Santa Fe           | vs. | Unión Magdalena        | Nemesio Camacho El Campín      | 14 de septiembre | 14:00 | Por definir |
| Deportivo Cali     | vs. | Deportivo Pasto        | Deportivo Cali                 | 14 de septiembre | 16:10 | Por definir |
| Deportivo Pereira  | vs. | Llaneros               | Centenario de Armenia          | 14 de septiembre | 18:20 | Por definir |
| Deportes Tolima    | vs. | Boyacá Chicó           | Manuel Murillo Toro            | 14 de septiembre | 20:30 | Por definir |

| Atlético Bucaramanga   | vs. | Deportes Tolima    | Américo Montanini          | 19 de septiembre | 18:00 | Por definir |
| América de Cali        | vs. | Once Caldas        | Olímpico Pascual Guerrero  | 19 de septiembre | 20:10 | Por definir |
| Envigado F. C.         | vs. | Alianza Valledupar | Polideportivo Sur          | 20 de septiembre | 14:00 | Por definir |
| Llaneros               | vs. | Águilas Doradas    | Bello Horizonte - Rey Pelé | 20 de septiembre | 16:10 | Por definir |
| Deportivo Pasto        | vs. | Santa Fe           | Departamental Libertad     | 20 de septiembre | 18:20 | Por definir |
| La Equidad             | vs. | Deportivo Cali     | Metropolitano de Techo     | 20 de septiembre | 20:30 | Por definir |
| Millonarios            | vs. | Fortaleza CEIF     | Nemesio Camacho El Campín  | 21 de septiembre | 14:00 | Por definir |
| Unión Magdalena        | vs. | Atlético Nacional  | Sierra Nevada              | 21 de septiembre | 16:10 | Por definir |
| Independiente Medellín | vs. | Junior             | Atanasio Girardot          | 21 de septiembre | 18:20 | Por definir |
| Boyacá Chicó           | vs. | Deportivo Pereira  | La Independencia           | 21 de septiembre | 20:30 | Por definir |

| Once Caldas        | vs. | Boyacá Chicó           | Palogrande                     | 26 de septiembre | 18:00 | Por definir |
| Fortaleza CEIF     | vs. | Atlético Bucaramanga   | Metropolitano de Techo         | 26 de septiembre | 20:10 | Por definir |
| Deportivo Pereira  | vs. | Unión Magdalena        | Centenario de Armenia          | 27 de septiembre | 14:00 | Por definir |
| Alianza Valledupar | vs. | Llaneros               | Armando Maestre Pavajeau       | 27 de septiembre | 16:10 | Por definir |
| Deportes Tolima    | vs. | Independiente Medellín | Manuel Murillo Toro            | 27 de septiembre | 18:20 | Por definir |
| Atlético Nacional  | vs. | Millonarios            | Atanasio Girardot              | 27 de septiembre | 20:30 | Por definir |
| América de Cali    | vs. | Envigado F. C.         | Olímpico Pascual Guerrero      | 28 de septiembre | 14:00 | Por definir |
| Águilas Doradas    | vs. | Deportivo Cali         | Alberto Grisales               | 28 de septiembre | 16:10 | Por definir |
| Santa Fe           | vs. | La Equidad             | Nemesio Camacho El Campín      | 28 de septiembre | 18:20 | Por definir |
| Junior             | vs. | Deportivo Pasto        | Metropolitano Roberto Meléndez | 28 de septiembre | 20:30 | Por definir |

| Deportivo Cali         | vs. | Deportivo Pereira    | Deportivo Cali                 | 3 de octubre | 19:30 | Por definir |
| Envigado F. C.         | vs. | Atlético Bucaramanga | Polideportivo Sur              | 4 de octubre | 14:00 | Por definir |
| Unión Magdalena        | vs. | Águilas Doradas      | Sierra Nevada                  | 4 de octubre | 16:10 | Por definir |
| Llaneros               | vs. | Fortaleza            | Bello Horizonte - Rey Pelé     | 4 de octubre | 18:20 | Por definir |
| Independiente Medellín | vs. | Santa Fe             | Atanasio Girardot              | 4 de octubre | 20:30 | Por definir |
| Deportivo Pasto        | vs. | Alianza Valledupar   | Departamental Libertad         | 5 de octubre | 15:00 | Por definir |
| Junior                 | vs. | Deportes Tolima      | Metropolitano Roberto Meléndez | 5 de octubre | 17:15 | Por definir |
| Boyacá Chicó           | vs. | Atlético Nacional    | La Independencia               | 5 de octubre | 19:30 | Por definir |
| La Equidad             | vs. | Once Caldas          | Metropolitano de Techo         | 6 de octubre | 19:30 | Por definir |
| Millonarios            | vs. | América de Cali      | Nemesio Camacho El Campín      | 7 de octubre | 19:30 | Por definir |

| Deportes Tolima      | vs. | Envigado F. C.         | Manuel Murillo Toro       | 11 de octubre | 15:00 | Por definir |
| Once Caldas          | vs. | Independiente Medellín | Palogrande                | 11 de octubre | 17:15 | Por definir |
| América de Cali      | vs. | La Equidad             | Olímpico Pascual Guerrero | 11 de octubre | 19:30 | Por definir |
| Santa Fe             | vs. | Llaneros               | Nemesio Camacho El Campín | 12 de octubre | 15:00 | Por definir |
| Atlético Bucaramanga | vs. | Unión Magdalena        | Américo Montanini         | 12 de octubre | 17:15 | Por definir |
| Águilas Doradas      | vs. | Deportivo Pasto        | Alberto Grisales          | 12 de octubre | 19:30 | Por definir |
| Alianza Valledupar   | vs. | Junior                 | Armando Maestre Pavajeau  | 13 de octubre | 16:00 | Por definir |
| Fortaleza CEIF       | vs. | Boyacá Chicó           | Metropolitano de Techo    | 13 de octubre | 19:30 | Por definir |
| Atlético Nacional    | vs. | Deportivo Cali         | Atanasio Girardot         | 14 de octubre | 19:30 | Por definir |
| Deportivo Pereira    | vs. | Millonarios            | Centenario de Armenia     | 15 de octubre | 19:30 | Por definir |

| Independiente Medellín | vs. | Fortaleza CEIF       | Atanasio Girardot              | 17 de octubre | 18:00 | Por definir |
| Unión Magdalena        | vs. | Envigado F. C.       | Sierra Nevada                  | 17 de octubre | 20:10 | Por definir |
| Deportivo Pasto        | vs. | Atlético Nacional    | Departamental Libertad         | 18 de octubre | 14:00 | Por definir |
| Águilas Doradas        | vs. | Alianza Valledupar   | Alberto Grisales               | 18 de octubre | 16:10 | Por definir |
| Junior                 | vs. | Deportivo Pereira    | Metropolitano Roberto Meléndez | 18 de octubre | 18:20 | Por definir |
| Boyacá Chicó           | vs. | Santa Fe             | La Independencia               | 18 de octubre | 20:30 | Por definir |
| La Equidad             | vs. | Deportes Tolima      | Metropolitano de Techo         | 19 de octubre | 14:00 | Por definir |
| Llaneros               | vs. | Once Caldas          | Bello Horizonte - Rey Pelé     | 19 de octubre | 16:10 | Por definir |
| Deportivo Cali         | vs. | América de Cali      | Deportivo Cali                 | 19 de octubre | 18:20 | Por definir |
| Millonarios            | vs. | Atlético Bucaramanga | Nemesio Camacho El Campín      | 19 de octubre | 20:30 | Por definir |

| Fortaleza CEIF       | vs. | Deportivo Pasto        | Metropolitano de Techo    | 24 de octubre | 18:00       | Por definir |
| Deportivo Pereira    | vs. | Águilas Doradas        | Centenario de Armenia     | 24 de octubre | 20:10       | Por definir |
| Envigado F. C.       | vs. | Boyacá Chicó           | Polideportivo Sur         | 25 de octubre | 14:00       | Por definir |
| Alianza Valledupar   | vs. | La Equidad             | Armando Maestre Pavajeau  | 25 de octubre | 16:10       | Por definir |
| Santa Fe             | vs. | Millonarios            | Nemesio Camacho El Campín | 25 de octubre | 18:20       | Por definir |
| Deportes Tolima      | vs. | Deportivo Cali         | Manuel Murillo Toro       | 25 de octubre | 20:30       | Por definir |
| Atlético Bucaramanga | vs. | Llaneros               | Américo Montanini         | 26 de octubre | 15:00       | Por definir |
| Atlético Nacional    | vs. | Independiente Medellín | Atanasio Girardot         | 26 de octubre | 17:15       | Por definir |
| Once Caldas          | vs. | Unión Magdalena        | Palogrande                | 26 de octubre | 19:30       | Por definir |
| América de Cali      | vs. | Junior                 | Olímpico Pascual Guerrero | Por definir   | Por definir | Por definir |

| Deportivo Pasto        | vs. | Deportivo Pereira    | Departamental Libertad         | 27 de octubre | 19:30 | Por definir |
| Águilas Doradas        | vs. | Envigado F. C.       | Alberto Grisales               | 28 de octubre | 16:00 | Por definir |
| Deportivo Cali         | vs. | Alianza Valledupar   | Deportivo Cali                 | 28 de octubre | 18:10 | Por definir |
| Boyacá Chicó           | vs. | América de Cali      | La Independencia               | 28 de octubre | 20:20 | Por definir |
| La Equidad             | vs. | Fortaleza            | Metropolitano de Techo         | 29 de octubre | 16:00 | Por definir |
| Independiente Medellín | vs. | Atlético Bucaramanga | Atanasio Girardot              | 29 de octubre | 18:10 | Por definir |
| Millonarios            | vs. | Once Caldas          | Nemesio Camacho El Campín      | 29 de octubre | 20:20 | Por definir |
| Unión Magdalena        | vs. | Deportes Tolima      | Sierra Nevada                  | 30 de octubre | 16:00 | Por definir |
| Junior                 | vs. | Santa Fe             | Metropolitano Roberto Meléndez | 30 de octubre | 18:10 | Por definir |
| Llaneros               | vs. | Atlético Nacional    | Bello Horizonte - Rey Pelé     | 30 de octubre | 20:20 | Por definir |

| Alianza Valledupar   | vs. | Boyacá Chicó           | Armando Maestre Pavajeau  | 1 de noviembre | 16:00 | Por definir |
| Deportivo Pereira    | vs. | Independiente Medellín | Centenario de Armenia     | 1 de noviembre | 18:10 | Por definir |
| Once Caldas          | vs. | Deportivo Pasto        | Palogrande                | 1 de noviembre | 20:20 | Por definir |
| Atlético Bucaramanga | vs. | La Equidad             | Américo Montanini         | 2 de noviembre | 15:00 | Por definir |
| Atlético Nacional    | vs. | Águilas Doradas        | Atanasio Girardot         | 2 de noviembre | 17:15 | Por definir |
| Fortaleza CEIF       | vs. | Junior                 | Metropolitano de Techo    | 2 de noviembre | 19:30 | Por definir |
| Santa Fe             | vs. | Deportivo Cali         | Nemesio Camacho El Campín | 3 de noviembre | 14:00 | Por definir |
| Envigado F. C.       | vs. | Millonarios            | Polideportivo Sur         | 3 de noviembre | 16:10 | Por definir |
| América de Cali      | vs. | Unión Magdalena        | Olímpico Pascual Guerrero | 3 de noviembre | 18:20 | Por definir |
| Deportes Tolima      | vs. | Llaneros               | Manuel Murillo Toro       | 3 de noviembre | 20:20 | Por definir |

| Boyacá Chicó           | vs. | Millonarios          | La Independencia               | 9 de noviembre | Por definir | Por definir |
| Santa Fe               | vs. | Alianza Valledupar   | Nemesio Camacho El Campín      | 9 de noviembre | Por definir | Por definir |
| Deportivo Pasto        | vs. | Atlético Bucaramanga | Departamental Libertad         | 9 de noviembre | Por definir | Por definir |
| Deportivo Cali         | vs. | Once Caldas          | Deportivo Cali                 | 9 de noviembre | Por definir | Por definir |
| La Equidad             | vs. | Deportivo Pereira    | Metropolitano de Techo         | 9 de noviembre | Por definir | Por definir |
| Independiente Medellín | vs. | América de Cali      | Atanasio Girardot              | 9 de noviembre | Por definir | Por definir |
| Junior                 | vs. | Atlético Nacional    | Metropolitano Roberto Meléndez | 9 de noviembre | Por definir | Por definir |
| Unión Magdalena        | vs. | Fortaleza CEIF       | Sierra Nevada                  | 9 de noviembre | Por definir | Por definir |
| Águilas Doradas        | vs. | Deportes Tolima      | Alberto Grisales               | 9 de noviembre | Por definir | Por definir |
| Llaneros               | vs. | Envigado F. C.       | Bello Horizonte - Rey Pelé     | 9 de noviembre | Por definir | Por definir |

## Estadísticas

### Goleadores
| Luciano Pons                                | Atlético Bucaramanga   | 5 | 5 | 1    |
| Avilés Hurtado                              | Deportivo Cali         | 4 | 5 | 0.8  |
| Francisco Fydriszewski                      | Independiente Medellín | 4 | 6 | 0.67 |
| Yony González                               | Águilas Doradas        | 4 | 7 | 0.57 |
| Johan Martínez                              | Deportivo Cali         | 3 | 2 | 1.5  |
| Daniel Arcila                               | Envigado F. C.         | 3 | 3 | 1    |
| Steven Rodríguez                            | Junior                 | 3 | 5 | 0.6  |
| Emilio Aristizábal                          | Fortaleza CEIF         | 3 | 5 | 0.6  |
| Jefry Zapata                                | Once Caldas            | 3 | 5 | 0.6  |
| Yoshan Valois                               | Deportivo Pasto        | 3 | 5 | 0.6  |
| Última actualización: 19 de agosto de 2025. |                        |   |   |      |

Fuente: Dimayor

### Asistencias
| Ángelo Rodríguez                            | Santa Fe               | 3 | 5 |
| Jordy Monroy                                | Deportivo Pereira      | 3 | 6 |
| Marino Hinestroza                           | Atlético Nacional      | 3 | 6 |
| Yimmi Chará                                 | Junior                 | 3 | 7 |
| Juan David Valencia                         | La Equidad             | 2 | 3 |
| Cristian Barrios                            | América de Cali        | 2 | 4 |
| Léider Berrío                               | Independiente Medellín | 2 | 4 |
| William Hurtado                             | Envigado F. C.         | 2 | 4 |
| Kevin Londoño                               | Atlético Bucaramanga   | 2 | 5 |
| Julián Angulo                               | Llaneros               | 2 | 6 |
| Última actualización: 19 de agosto de 2025. |                        |   |   |

Fuente: Besoccer

### Tripletes o más
| 24 de julio | Daniel Arcila | 25' (pen.) 74' (pen.) 85' | Independiente Medellín | 3 : 4 | Envigado F. C. | [ 31 ] |

## Clasificación a torneos internacionales
| Clasificado como | Copa Libertadores 2026                           | Copa Sudamericana 2026                            |
| ---------------- | ------------------------------------------------ | ------------------------------------------------- |
| Colombia 1       | Santa Fe                                         | Campeón de la Copa Colombia 2025                  |
| Colombia 2       | Campeón del Torneo Finalización 2025             | 3.er mejor ubicado en la tabla de reclasificación |
| Colombia 3       | Mejor ubicado en la tabla de reclasificación     | 4.° mejor ubicado en la tabla de reclasificación  |
| Colombia 4       | 2.° mejor ubicado en la tabla de reclasificación | 5.° mejor ubicado en la tabla de reclasificación  |

## Cambios de categoría al final de temporada
| Descenso | Por definir |

| Ascenso | Por definir |